# Paranerita metapyria
Paranerita metapyria là một loài bướm đêm thuộc phân họ Arctiinae, họ Erebidae.